# Operação Concordia
A Operação Concordia ou EUFOR Concordia foi uma missão de manutenção da paz da União Europeia (UE) na República da Macedônia, que começou em 31 de março de 2003.  A União Europeia assumiu o comando da Operação Allied Harmony da OTAN e implantou cerca de 300 soldados para garantir segurança aos supervisores da UE e da Organização para a Segurança e Cooperação na Europa (OSCE), supervisionando a implementação do Acordo de Ohrid. Assim, tornou-se a primeira operação militar da UE.
Em 15 de dezembro de 2003, a EUFOR Concordia foi substituída por uma missão policial da União Europeia, com o codinome EUPOL Proxima, e os 400 soldados da Concordia foram substituídos por 200 policiais da UE. 